# Condado de Duval (Texas)
El Condado de Duval (Texas) es uno de los 254 condados del estado estadounidense de Texas. La sede del condado es San Diego, al igual que su mayor ciudad. El condado tuene un área de 4.651 km² (de los cuales 8 km² están cubiertos por agua) y una población de 13.120 habitantes, para una densidad de población de 3 hab/km² (según censo nacional de 2000). Este condado fue fundado en 1858.

## Demografía
Para el censo de 2000, había 13.120 personas, 4.350 cabezas de familia, y 3.266 familias residiendo en el condado. La densidad de población era de 7 habitantes por milla cuadrada.
La composición racial del condado era:
- 80.22% blancos
- 0.54% negros o negros americanos
- 0.53% nativos americanos
- 0.11% asiáticos
- 0.03% isleños
- 15.46% otras razas
- 3.11% de dos o más razas.

Había 4.350 cabezas de familia, de las cuales el 36.80% tenían menores de 18 años viviendo con ellas, el 53.20% eran parejas casadas viviendo juntas, el 16.80% eran mujeres cabeza de familia monoparental (sin cónyuge), y 24.90% no eran familias.
El tamaño promedio de una familia era de 3 miembros.
En el condado el 29.50% de la población tenía menos de 18 años, el 9.50% tenía de 18 a 24 años, el 26.40% tenía de 25 a 44, el 20.60% de 45 a 64, y el 14.00% eran mayores de 65 años. La edad promedio era de 34 años. Por cada 100 mujeres había 100.70 hombres. Por cada 100 mujeres mayores de 18 años había 102.90 hombres.

### Evolución demográfica
A continuación se presenta una tabla que muestra la evolución de la población entre 1900 y 1990
| Año        | 1900 | 1910 | 1920 | 1930  | 1940  | 1950  | 1960  | 1970  | 1980  | 1990  |
| ---------- | ---- | ---- | ---- | ----- | ----- | ----- | ----- | ----- | ----- | ----- |
| Habitantes | 8483 | 8964 | 8251 | 12191 | 20565 | 15643 | 13398 | 11722 | 12517 | 12918 |

## Economía
Los ingresos medios de una cabeza de familia el condado eran de USD$22.416 y el ingreso medio familiar era $26.014. Los hombres tenían unos ingresos medios de $25.601 frente a $16.250 de las mujeres. El ingreso per cápita del condado ara de $11.324. El 23.00% de las familias y el 27.20% de la población estaban debajo de la línea de pobreza. Del total de gente en esta situación, 35.90% tenían menos de 18 y el 25.30% tenían 65 años o más.